# Jennifer Lopez: Feelin' So Good
Jennifer Lopez: Feelin' So Good é o primeiro álbum de vídeo da artista musical estadunidense Jennifer Lopez. O seu lançamento ocorreu em 7 de novembro de 2000, através da SMV Enterprisses. Com duração de 60 minutos, apresenta um estilo parecido com um documentário e retrata o início da carreira musical da cantora, através de uma mistura de entrevistas, filmagens dos bastidores, vídeos musicais e apresentações ao vivo. Os segmentos de entrevistas foram conduzidos por Lynda Lopez, irmã da intérprete, que entrevista a mãe de ambas, bem como Benny Mendina e Marc Anthony.
Iniciando a sua carreira cinematográfica, Lopez reentrou na cena musical após retratar Selena no filme autobiográfico de mesmo nome (1997). O papel a inspirou a lançar uma carreira musical; críticos consideraram isso arriscado, observando que, se ela não tivesse sucesso em fazer isso, seria uma vergonha e poderia danificar sua carreira. Durante a produção de seu primeiro álbum de estúdio On the 6 (1999), Lopez estava ciente de que ela recebeu o seu contrato de gravação com a premissa de ter um nome já estabelecido na indústria do entretenimento; seu objetivo para o álbum era provar que ela tinha talento musical. O sucesso de seu single de estreia "If You Had My Love", bem como o álbum On the 6, surpreendeu os críticos; estes lançamentos fizeram ela tornar-se "a triz popular ainda mais popular" na indústria musical e com seu público, que ficou intrigado com "esta mulher que parecia ter tantos talentos diferentes".
Jennifer Lopez: Feelin' So Good recebeu análises geralmente positivas da mídia especializada, em que alguns resenhadores observaram que o vídeo seria interessante para aqueles que não eram fãs de Lopez. Também foi prezado por mostrar a transição da cantora de sua carreira de atriz para uma carreira musical. Os segmentos de entrevistas do vídeo foram considerados "lisos e promocionais". Nos Estados Unidos, o vídeo conseguiu atingir a 16ª colocação como melhor na tabela Top Music Video e foi certificado ouro pela Recording Industry Association of America (RIAA), denotando vendas de 50 mil unidades em território estadunidense.

## Antecedentes
Desde tenra idade, os pais porto-riquenhos de Lopez salientaram a importância da ética no trabalho e a capacidade de falar inglês. Eles encorajaram suas três filhas a fazerem apresentações em casa, com cada uma cantando e dançando na frente deles e de seus amigos para que pudessem ficar "fora de perigo". Enquanto cursava seu último ano no ensino médio, Lopez descobriu que uma empresa cinematográfica estava buscando vários adolescentes para pequenos papéis. Ela participou de um teste e foi escolhida para o elenco My Little Girl (1986), um filme de baixo orçamento co-roteirizado e dirigido por Connie Kaiserman. Depois que ela terminou de filmar seu papel no filme, Lopez sabia que queria se tornar uma "famosa estrela de cinema". Ela contou aos seus pais sobre esta ideia, mas eles insistiram que era uma ideia "muito estúpido" e que "latinos não fazem isso". Estas divergências levaram Lopez a sair da casa de sua família e morar em um pequeno apartamento em Manhattan. Durante este período, ela participou de produções regionais em vários musicais, antes de ser contratada para o coral de um musical que passou pela Europa durante cinco meses. Ela ficou descontente com o papel, já que era a único membro do coral não ter uma parte solo. De lá, ela conseguiu um emprego no programa japonês Synchronicity, onde atuou como dançarina, cantora e coreógrafa. Em seguida, ela conquistou seu primeiro trabalho de destaque como dançarina no programa humorístico televisivo In Living Color. Ela se mudou para Los Angeles com o então namorado David Cruz para filmar a série e permaneceu como integrante do elenco até 1993, quando decidiu seguir uma carreira de atriz em tempo integral.
Após co-estrelar papéis em filmes durante um bom empo, Lopez recebeu sua grande chance em 1996, quando foi escalada para interpretar o papel principal em Selena (1997), uma biografia da falecida cantora e compositora estadunidense Selena. No filme, a voz real de Selena foi usada nas sequências musicais, mas Lopez ainda assim cantavam as letras durante estas cenas, em vez de fazer a sincronização labial. Quando questionada se Selena a inspirou a lançar uma carreira musical, Lopez declarou: "Eu realmente, realmente fiquei inspirada [em lançar uma carreira musical] porque eu comecei a minha carreira no teatro musical. Então, as filmagens do filme só me fizeram lembrar do quanto eu sentia saudade em cantar, dançar, etc. (...)". Depois de filmar Selena, Lopez ficou "realmente sentindo [suas] raízes latinas" e fez uma fita demonstrativa em espanhol. Em seguida, o empresário de Lopez enviou a canção, intitulada "Vivir Sin Ti", ao Work Group, pertencente à Sony Music Entertainment, que se interessou em assinar um contrato com Lopez. Tommy Mottola, chefe da gravadora, sugeriu-lhe que ela cantasse em inglês. Ela realizou a sugestão e começou a gravar seu primeiro álbum de estúdio On the 6 (1999). Durante a produção do álbum, Lopez estava ciente do fato de que ela recebeu seu contrato discográfico com a premissa de sua aparência e de ter um nome já estabelecido na indústria do entretenimento, e queria provar que tinha talento musical. Antes de sua estreia musical, os críticos se perguntaram por que ela iria correr o risco de lançar uma carreira musical, e notaram: "Se o álbum for um fracasso, não iria apenas constranger Lopez, mas poderia até mesmo danificar sua carreira".

## Faixas
1. Program Start
2. Why Risk a Music Career?
3. Press Tours/Promotions
4. "If You Had My Love" (1999 VH1 Fashion Awards)
5. Beginning of the Year
6. Introduction to "If You Had My Love" Video
7. "If You Had My Love"
8. Introduction to "No Me Ames" Video
9. Madison Square Garden com Marc Anthony
10. "No Me Ames"
11. First Number One Single
12. Record Release Week
13. Introduction to "Let's Get Loud"
14. "Let's Get Loud" (1999 Women's World Cup Performance)
15. Jennifer's Energy
16. "Waiting for Tonight" (1999 Billboard Music Awards Performance)
17. Introduction to "Waiting for Tonight" (Video)
18. Introduction to "Waiting for Tonight" (Remix Video)
19. "Waiting for Tonight" (Megamix Video)
20. Jennifer's Mom
21. Fan Support
22. Working on Record
23. Tina Landon
24. "If You Had My Love" (1999 Blockbuster Awards Performance)
25. Jennifer Goofing Around
26. "Baila"
27. Film Energy vs. Music Energy
28. Introduction to "Feelin' So Good"
29. "Feelin' So Good" (com Big Pun e Fat Joe)
30. End Credits

### Bônus do DVD
1. "If You Had My Love" (Darkchild Remix) - Music Video
2. "No Me Ames" - Music Video
3. "Waiting for Tonight" - Music Video
4. "Waiting for Tonight" (Spanish Version "Una Noche Mas") - Music Video
5. "Waiting for Tonight" (Hex Hector Remix) - Music Video
6. "Waiting for Tonight" (Megamix) - Music Video
7. "Feelin' So Good" - Music Video
8. "Baila" - Music Video
9. On the 6 - EPK
10. Interactive Biography
11. Photogallery
12. Behind the Scenes (Photoshoots)

## Desempenho
| Tabelas musicais (2000)                       | Melhor posição |
| --------------------------------------------- | -------------- |
| Estados Unidos - Top Music Videos (Billboard) | 16             |

| País / Certificadora  | Certificação |
| --------------------- | ------------ |
| Estados Unidos / RIAA | Ouro         |